# روري دونكان
روري دونكان (بالإنجليزية: Rory Duncan)‏ هو لاعب اتحاد الرغبي جنوب أفريقي، ولد في 26 يوليو 1977 في ديربان في جنوب أفريقيا.